# Li Shanlan

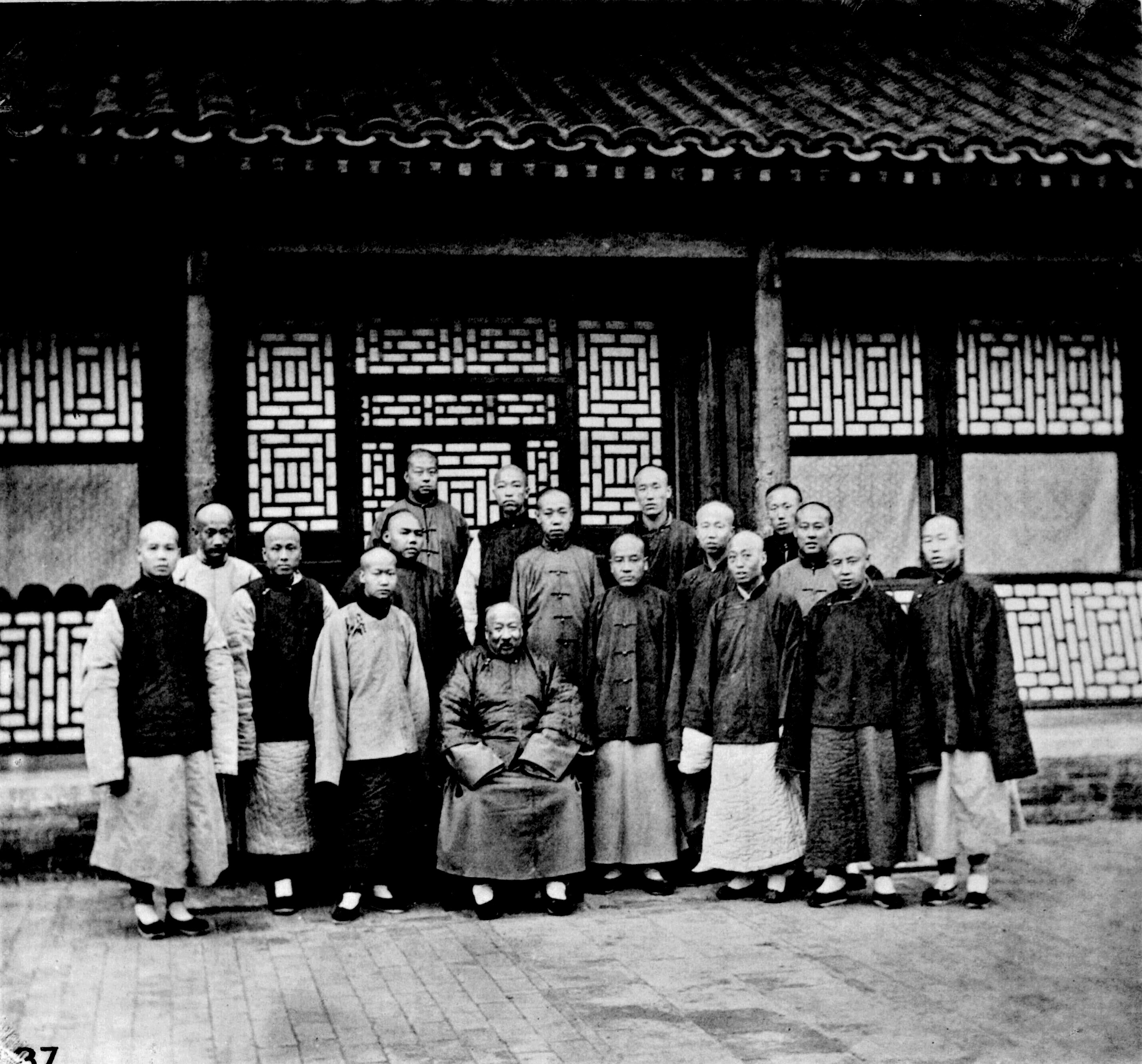
Li Shanlan e seus pupilos.

Li Shanlan (李善蘭, nome de cortesia: Renshu 壬叔, nome artístico: Qiuren 秋紉) (1810 –1882) foi um matemático chinês da dinastia Qing.
Natural de Haining, Zhejiang, era fascinado pela matemática desde a infância, começando com Os nove capítulos da arte matemática. Ganhou seu sustento como professor particular por alguns anos antes de fugir para Xangai em 1852 para escapar da Rebelião Taiping. Lá, colaborou com Alexander Wylie, Joseph Edkins e outros para traduzir muitos trabalhos matemáticos ocidentais em chinês, incluindo Elements of Analytical Geometry and of the Differential and Integral Calculus por Elias Loomis, Elements of Algebra por Augustus De Morgan, e os últimos nove volumes de Os Elementos de Euclides (da edição de Henry Billingsley), cujos primeiros seis volumes foram traduzidos para o chinês por Matteo Ricci e Xu Guangqi em 1607.
Um grande número de termos matemáticos usados em chinês atualmente foram cunhados pela primeira vez por Li, que mais tarde foram usados também para a língua japonesa. Ele descobriu a identidade de Li Shanlan (fórmulas de soma de Li Shanlan) em 1867. Mais tarde ele trabalhou no think tank de Zeng Guofan. Em 1868 começou a lecionar em Tongwen Guan, onde colaborou estreitamente com o linguista John Fryer.:6-79